# 古佛洞摩崖造像
古佛洞摩崖造像位於四川省巴中市平昌縣，文物遺址年代判定為唐至清。2012年7月16日公佈為第八批四川省文物保護單位。
古佛洞摩崖造像位於四川省巴中市平昌縣江口鎮新華街社區居委會金佛花園。古佛洞摩崖造像，又名佛爺洞，為唐、明-清造像，座東北向西南，分佈在面積120平方米的岩壁上，共20龕，55尊造像，現存唐代造像1龕，余者為明-清造像。題材內容為儒、釋、道三教合一造像，有拱形頂、平頂、穹窿頂，其中10號龕唐代造像最具特色，龕門呈方形，帷幔式龕楣，龕內為穹窿頂，高3米，寬2.5米，深1.5米，造像26尊，題材為彌勒說法，彌勒赤腳倚座，身穿“U”形架柴，胸部坦露，高肉髻，圓形背光，右手上舉，掌心向外，母指食指握珠，左手下垂扶膝，佛高1.5米，肩寬0.6米，佛兩側各有天龍八部眾、弟子、菩薩、天王、力士、飛天等。古佛洞摩崖造像雕刻精美，栩栩如生，為研究巴中地區唐代摩崖造像提供了珍貴的實物資料，具有極高的歷史、宗教、藝術價值。1980年，古佛洞摩崖造像被平昌縣人民政府公佈為縣級文物保護單位。